# Tegalombo (Kalikajar)
Tegalombo is een bestuurslaag in het regentschap Wonosobo van de provincie Midden-Java, Indonesië. Tegalombo telt 2933 inwoners (volkstelling 2010).